# La Soledat
La Soledat (sinònim de solitud) és una advocació mariana, és a dir, una al·lusió mística relativa a dons o atributs de la Verge Maria. Concretament aquesta recorda el dolor i la solitud de Maria després de la desaparició del seu fill Jesús. Fou una advocació que s'estengué molt el segle xvi i ha quedat reflectida en multitud de noms d'esglésies i topònims de tot el món.
Als Països Catalans, es poden trobar esglésies amb aquest nom a Igualada (Anoia), Selvanera (Segarra), Monistrol de Montserrat (Bages) i Palma (Mallorca). A Palma, l'església ha donat nom al barri de la Soledat.
A la resta del món, podem destacar:
- El barri de la Soledad a Oaxaca, a Mèxic
- Puerto Soledad, una ciutat de les Malvines
- Soledad, una ciutat del comtat de Monterey a Califòrnia.